# Tontelea
Tontelea es un género de plantas con flores con unas 80 especies descritas - de las cuales 25 son aceptadas - pertenecientes a la familia Celastraceae, nativas de Mesoamérica y Suramérica.

## Taxonomía
El género fue descrito por  John Miers y publicado en Transactions of the Linnean Society of London 28: 382. 1872. La especie tipo es: Tontelea attenuata Miers	 

## Especies aceptadas
A continuación se brinda un listado de las especies del género Tontelea aceptadas hasta julio de 2011, ordenadas alfabéticamente. Para cada una se indica el nombre binomial seguido del autor, abreviado según las convenciones y usos.
- Tontelea attenuata Miers
- Tontelea brasiliensis (Spreng.) Spreng. ex B.D. Jacks.
- Tontelea congestiflora (A.C.Sm.) A.C.Sm.
- Tontelea corcovadensis A.C. Sm.
- Tontelea coriacea A.C.Sm.
- Tontelea corymbosa (Huber) A.C. Sm.
- Tontelea cylindrocarpa (A.C.Sm.) A.C.Sm.
- Tontelea divergens A.C. Sm.
- Tontelea emarginata A.C. Sm.
- Tontelea hondurensis A.C. Sm.
- Tontelea lanceolata (Miers) A.C. Sm.
- Tontelea laxiflora (Benth.) A.C.Sm.
- Tontelea martiana (Miers) A.C. Sm.
- Tontelea mauritioides (A.C.Sm.) A.C.Sm.
- Tontelea miersii (Peyr.) A.C. Sm.
- Tontelea myrsinoides A.C. Sm.
- Tontelea nectandrifolia (A.C. Sm.) A.C. Sm.
- Tontelea ovalifolia (Miers) A.C.Sm.
- Tontelea passiflora (Vell.) Lombardi
- Tontelea petiolata (A.C. Sm.) Mennega
- Tontelea riedeliana (Peyr.) A.C. Sm.
- Tontelea sandwithii A.C.Sm.
- Tontelea tenuicula (Miers) A.C. Sm.
- Tontelea trinervia (Spreng.) Spreng. ex B.D. Jacks.
- Tontelea weberbaueri A.C. Sm.